# Передільські горби
Переді́льські горби́ — ландшафтний заказник місцевого значення в Україні. Розташований у межах Рівненського району Рівненської області, на схід від села Переділи (поруч зі селом). 
Площа 25,7 га. Статус надано згідно з рішенням обласної ради від 27.05.2005 року № 584. Перебуває у віданні Малошпаківської сільської ради. 
Статус надано з метою збереження природного комплексу на мальовничих пагорбах Рівненського плато. Переважає трав'яниста рослинність, а також соснові насадження та чагарники. На луках зростають куничник наземний, нечуй-вітер волохатенький, бедринець ломикаменевий, пирій повзучий, волошка лучна, жовтозілля еруколисте, цикорій дикий, полин віниковий, гіркуша нечуйвітрова, горошок чотиринасінний та інші види. На стрімких схилах південно-східної експозиції — тонконіг вузьколистий. Також ростуть степові види: шавлія заростева, суниця зелена, відкасник Біберштейна. 
Трапляються рідкісні види: валеріана пагононосна, первоцвіт весняний, плющ звичайний, вовчі ягоди звичайні, любка дволиста, занесені до Червоної книги України. 
Є численна ентомофауна, серед яких рідкісні — махаон та вусач мускусний (занесені до Червоної книги України).